# Nūn

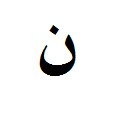
Nun in isolierter Form

Nūn نون ist der 25. Buchstabe des arabischen Alphabets. Er ist aus dem phönizischen Nun hervorgegangen und dadurch mit dem lateinischen N, dem griechischen Ny und dem hebräischen Nun verwandt. Ihm ist der Zahlenwert 50 zugeordnet.

## Lautwert und Umschrift
Das Nun entspricht dem deutschen N in „Nordpol“. Es wird daher in der DMG-Umschrift mit „n“ wiedergegeben.
Das Nun ist ein Sonnenbuchstabe, das heißt, dass ein vorausgehendes al- (bestimmter Artikel) zu an- assimiliert wird.

## Sonstiges
Die Terrormiliz Islamischer Staat kennzeichnete 2014 in Mossul mit diesem Buchstaben Häuser von Christen (die sie als نصراني naṣrānī, „Nazarener“ bezeichnet). Er wurde daher zum Symbol für die Christenverfolgung, aber auch für Solidaritätsbekundungen von Nutzern sozialer Netzwerke im Internet mit den verfolgten Christen.

## Nun in Unicode
| Unicode Codepoint | U+0646             |
| Unicode-Name      | ARABIC LETTER NOON |
| HTML              | &#1606;            |
| ISO 8859-6        | 0xe6               |